# Masters Doubles WCT
Il Masters Doubles WCT è stato un torneo di tennis facente parte del World Championship Tennis giocato dal 1973 al 1986 su campi in sintetico indoor.

## Albo d'oro

### Singolare
| Località          | Anno | Vincitore                      | Finalista                          | Punteggio               |
| ----------------- | ---- | ------------------------------ | ---------------------------------- | ----------------------- |
| Montréal          | 1973 | Robert Lutz Stan Smith         | Tom Okker Marty Riessen            | 6–2, 7–6, 6–0           |
| Montréal          | 1974 | Bob Hewitt Frew McMillan       | Owen Davidson John Newcombe        | 6–2, 6–7, 6–1, 6–2      |
| Città del Messico | 1975 | Brian Gottfried Raúl Ramírez   | Mark Cox Cliff Drysdale            | 7–6, 6–7, 6–2, 7–6      |
| Kansas City       | 1976 | Wojciech Fibak Karl Meiler     | Robert Lutz Stan Smith             | 6–2, 2–6, 3–6, 6–3, 6–4 |
| Kansas City       | 1977 | Vijay Amritraj Dick Stockton   | Vitas Gerulaitis Adriano Panatta   | 7–6, 7–6, 4–6, 6–3      |
| Kansas City       | 1978 | Wojciech Fibak Tom Okker       | Robert Lutz Stan Smith             | 6–7, 6–4, 6–0, 6–3      |
| New York          | 1979 | Peter Fleming John McEnroe     | Ilie Năstase Sherwood Stewart      | 3–6, 6–2, 6–3, 6–1      |
| Londra            | 1980 | Brian Gottfried Raúl Ramírez   | Wojciech Fibak Tom Okker           | 3–6, 6–4, 6–4, 3–6, 6–3 |
| Londra            | 1981 | Peter McNamara Paul McNamee    | Victor Amaya Hank Pfister          | 6–3, 2–6, 3–6, 6–3, 6–2 |
| Londra            | 1982 | Heinz Günthardt Balázs Taróczy | Kevin Curren Steve Denton          | 6–7, 6–3, 7–5, 6–4      |
| Londra            | 1983 | Heinz Günthardt Balázs Taróczy | Brian Gottfried Raúl Ramírez       | 6–3, 7–5, 7–6           |
| Londra            | 1984 | Pavel Složil Tomáš Šmíd        | Anders Järryd Hans Simonsson       | 1–6, 6–3, 3–6, 6–4, 6–3 |
| Londra            | 1985 | Ken Flach Robert Seguso        | Heinz Günthardt Balázs Taróczy     | 6–3, 3–6, 6–3, 6–0      |
| Londra            | 1986 | Heinz Günthardt Balázs Taróczy | Paul Annacone Christo van Rensburg | 6–4, 1–6, 7–6, 6–7, 6–4 |